# Эдвин (эрл Мерсии)
Эдвин (др.-англ. Edwin; умер в 1071) — англосаксонский аристократ, эрл Мерсии (с 1062 года), активный участник обороны Англии от норвежского вторжения 1066 года.

## Биография

### Молодые годы
Эдвин был старшим сыном Эльфгара, эрла Мерсии, и унаследовал владения отца и титул эрла в 1062 году. Обладая значительным авторитетом потомка древнейшего среди высшей англосаксонской аристократии рода, Эдвин, однако, не мог претендовать на первые места в государстве, поскольку власть в стране и бо́льшая половина Англии находилась под контролем дома Годвина. Более того, в 1062 году, когда Эдвин стал эрлом Мерсии, он был ещё очень молод, чем воспользовался Гарольд Годвинсон, вторгшийся с крупными военными силами в Уэльс. Эдвин не смог прийти на помощь валлийскому королю Грифиту ап Лливелину, давнему союзнику Мерсийского дома, в результате чего войска Грифита были наголову разбиты, а его держава распалась.
Тем не менее, уже в 1065 году Эдвин принял участие в восстании тэнов Нортумбрии против эрла Тостига из рода Годвина. Отряды Эдвина присоединились к армии мятежников, двинувшейся в Нортгемптоншир. Центральная власть не смогла ничего противопоставить восставшим и была вынуждена согласиться на удаление Тостига и назначение эрлом Нортумбрии младшего брата Эдвина Моркара.

### Норвежское и нормандское вторжения
После смерти короля Эдуарда Исповедника в 1066 году королём Англии был избран Гарольд II Годвинсон. В источниках не содержится никаких упоминаний о том, что Эдвин выступил против этого избрания. Однако, очевидно, что особого энтузиазма в связи с коронацией лидера конкурирующего аристократического клана Эдвин не испытывал. Тем не менее в условиях нарастания внешней угрозы англосаксонскому государству, Эдвин выступил на стороне Гарольда II в организации обороны страны. В мае 1066 года побережье Линдси атаковал флот Тостига, пытающегося вернуть себе Нортумбрию, но войска Эдвина нанесли ему серьёзное поражение, вынудив Тостига отступить в Шотландию.
В сентябре 1066 года в устье Хамбера вошёл огромный флот норвежского короля Харальда Сурового, претендующего на английский престол. Основные силы англосаксов были сконцентрированы на южном побережье страны, пытаясь воспрепятствовать высадке нормандского герцога Вильгельма. Оборона Англии от норвежцев легла на плечи эрла Эдвина и его брата Моркара Нортумбрийского. Набрав ополчение в своих провинциях, братья развернули свои войска на подступах к Йорку. Однако в битве при Фулфорде 20 сентября, несмотря на упорное сопротивление Эдвина и Моркара, они потерпели тяжёлое поражение. Йорк сдался норвежцам. Навстречу Харальду Суровому двинулись основные силы короля Гарольда. В сражении при Стамфорд-Бридже 25 сентября англосаксонские войска разгромили норвежскую армию.
Спустя три дня после битвы при Стамфорд-Бридже на южном берегу Англии высадились войска Вильгельма Нормандского. Гарольд со своей армией быстрым маршем двинулся навстречу, но в сражении при Гастингсе 14 октября 1066 года английские войска были разгромлены, король убит. Это означало крах англосаксонского государства и завоевание Англии нормандцами. Неучастие Эдвина в битве при Гастингсе долгое время считалось свидетельством отсутствия у него патриотизма. Однако, по мнению современных исследователей, потери Эдвина в сражении при Фулфорде были настолько велики, а продвижение Гарольда на юг настолько стремительным, что Эдвин за короткое время, прошедшее между Фулфордом и Гастингсом, не смог сформировать и предоставить королю сколько-либо значительных военных сил.

### Эдвин после нормандского завоевания
После смерти Гарольда сопротивление нормандскому завоеванию практически прекратилось. Эдвин признал Вильгельма королём Англии и в знак своей верности передал ему заложников. Вместе с другими оставшимися в живых англосаксонскими магнатами Эдвин сопровождал короля Вильгельма в поездке в Нормандию в 1067 году, однако он не нашёл себе должного места при дворе Вильгельма и в 1068 году вернулся в свои владения. Когда в начале 1069 года в Мерсии и Нортумбрии вспыхнуло восстание англосаксов против нормандских захватчиков, Эдвин не принял в нём участия, однако потерял доверие короля и был вынужден бежать в Шотландию. На пути к шотландской границе Эдвин был убит из-за предательства одного из своих соратников.